# طراز آدم

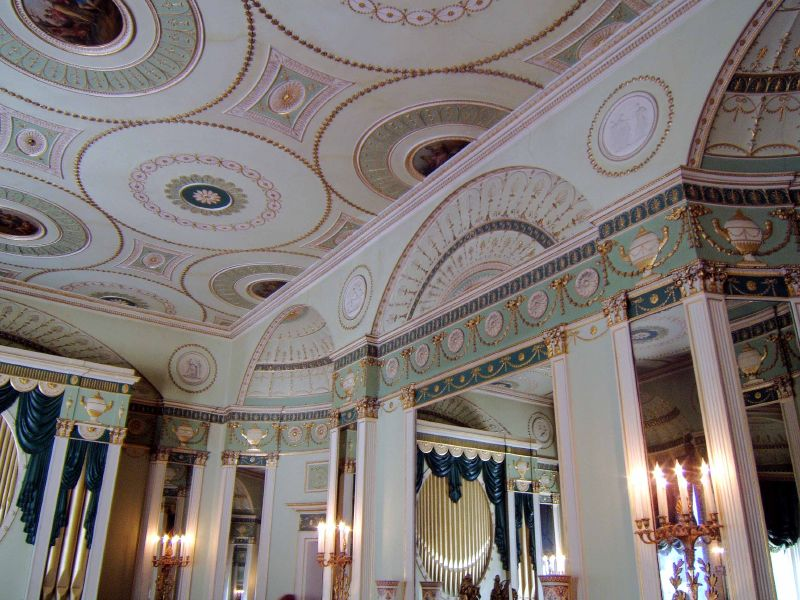
تصميم داخلي لروبرت آدم، 1777.

طراز آدم (بالإنجليزية: Adam style) هو طراز كلاسيكي جديد في العمارة والتصميم الداخلي، يعود إلى القرن الثامن عشر، ويُنسب إلى الأخوة آدم، من سكوتلندا، والذين كانوا أول من عمل على أسلوب متكامل للعمارة والديكور، بتصميم الجدران والأسقف والمواقد والأثاث والسجاد، كمشروع واحد موحد.

## جاليري

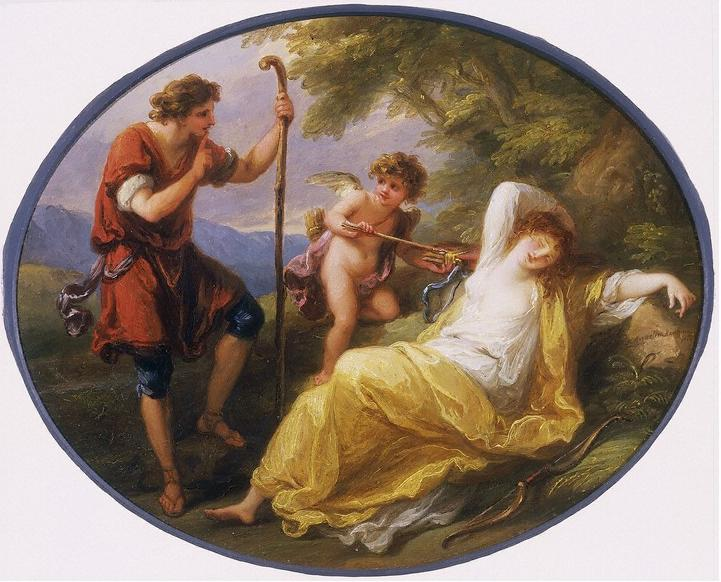
لوحة للأخوة آدم
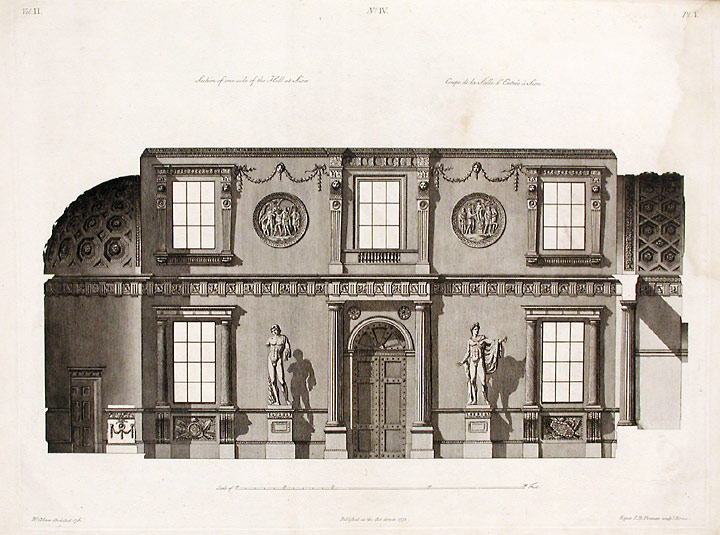
تصميم لقاعة، 1778
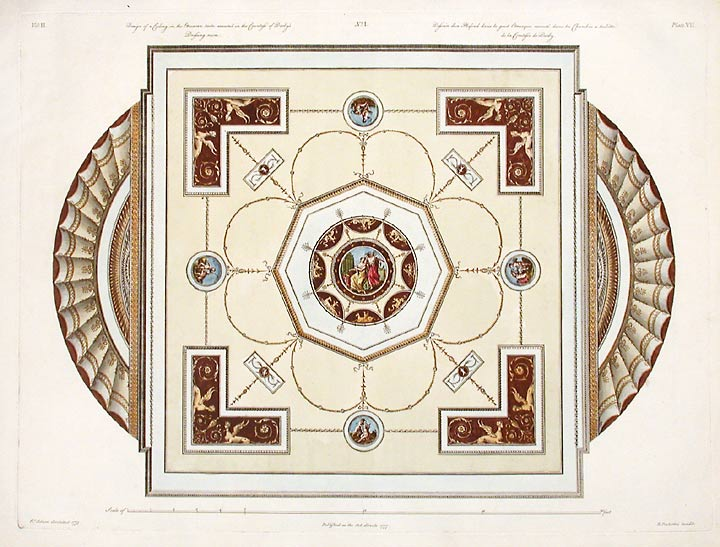
تصميم يعود لعام 1778

## وصلات خارجية
- طراز آدم